# کوگگالا
کوگگالا (به لاتین: Koggala) یک منطقهٔ مسکونی در سری‌لانکا است که در ناحیه گاله واقع شده‌است.